# Sol, arena y mar
«Sol, arena y mar» es una canción escrita por Arturo Pérez y coescrita, producida e interpretada por el artista mexicano Luis Miguel, con música de Francisco Loyo y Salo Loyo. Es una canción pop latino de ritmo rápido impulsada por trompas con influencia de jazz que trata con una relación tensa. Se rumoreaba que la letra de la canción había sido influenciada por la relación previa de Luis Miguel con Daisy Fuentes, publicada en su 13°. álbum de estudio Amarte es un placer (1999). Fue lanzado como el sencillo principal del álbum el 19 de julio de 1999 por la compañía discográfica WEA Latina.
La canción recibió críticas mixtas de críticos musicales. Varios críticos felicitaron la entrega de Luis Miguel y la compararon favorablemente con las canciones ritmo rápido de Aries (1993), mientras que otros criticaron sus arreglos de trompa y letras. Recibió un BMI Latin Award en 2001. El sencillo alcanzó el número tres en la lista Billboard Hot Latin Tracks en los Estados Unidos, el número dos en España, y alcanzó el número uno en Argentina, Chile y México y vendió más de 50 000 copias desde su publicación.

## Formato y listado de pistas
Sencillo en CD
1. «Sol, arena y mar» (radio version) – 3:19
2. «Sol, arena y mar» (club remix) – 4:34
3. «Sol, arena y mar» (club remix - instrumental) – 4:34
4. «Sol, arena y mar» (Danny Saber remix) – 4:23

## Listas
| Lista (1999)                       | Máxima posición |
| ---------------------------------- | --------------- |
| España (Top 100 Canciones)         | 2               |
| Estados Unidos (Hot Latin Songs)   | 3               |
| Estados Unidos (Latin Pop Airplay) | 2               |